# Calle Florida
La calle Florida es una peatonal de la Ciudad de Buenos Aires que comienza en la Avenida Rivadavia y termina en la Plaza General San Martín. Es reconocida como la calle comercial más importante de la Argentina, continuando al sur de la Avenida Rivadavia bajo el nombre de calle Perú.
En 1913 se convirtió en la primera calle peatonal de la ciudad en algunos tramos, al prohibirse el tránsito entre las 11 y las 21 horas y el 1 de julio de 1971 se la transformó en peatonal en toda su extensión, salvo los aproximadamente 100 m que se recuestan sobre la mencionada Plaza San Martín.

## Historia

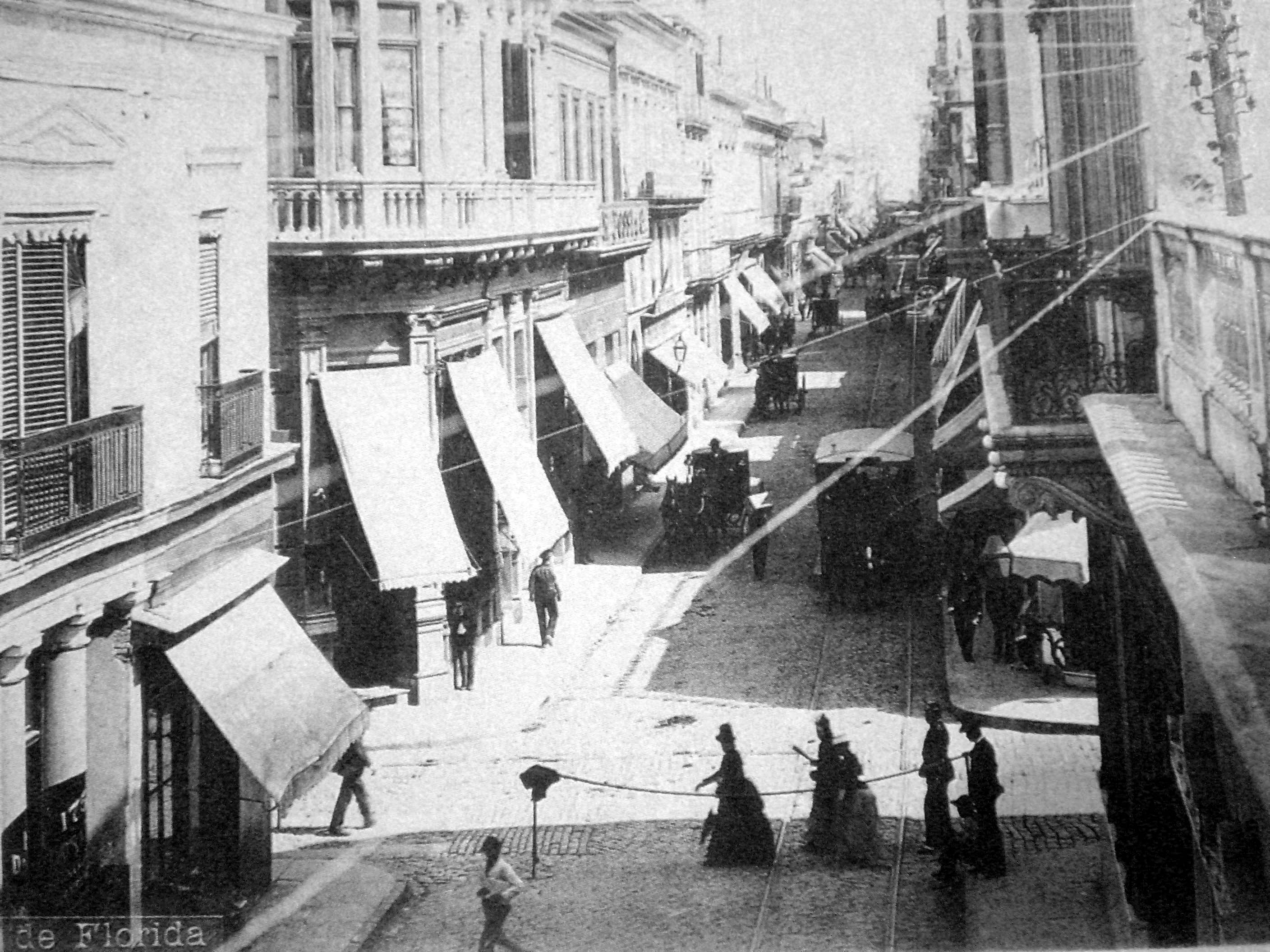
La calle Florida en 1888.

### Período virreinal
Los inicios de la calle Florida se remontan a la fundación de Buenos Aires cuando representaba un primitivo sendero que subía desde el río.
Su primer nombre oficial fue el de San José, dado por el gobernador Miguel de Salcedo en 1734. A fines del siglo XVIII y principios del XIX se la conocía popularmente como Del Correo pues este se encontraba en la esquina de las actuales calles Perú (continuación de Florida) e Hipólito Yrigoyen; también se la conocía como Empedrado, pues fue empedrada desde 1789 con cantos rodados traídos desde Montevideo, convirtiéndose en la primera calle pavimentada de la ciudad (parte de este empedrado se exhibe detrás de la boca de entrada a la estación de subte Catedral en Avenida Diagonal Norte y Florida). Después de las Invasiones Inglesas, en 1808, se la llamó Baltasar Unquera, en homenaje a un edecán de Santiago de Liniers, caído en el Convento de Santo Domingo.
En 1821 se le dio el nombre de la Florida, rememorando la batalla de Florida (o La Florida), librada el 25 de mayo de 1814 en la Republiqueta de Santa Cruz, perteneciente a las Provincias Unidas del Río de la Plata contra los realistas; actualmente el territorio es perteneciente a la actual Bolivia.
En 1837 Juan Manuel de Rosas la llamó del Perú, o Perú; y en 1857 se le restituyó el nombre actual.
En Florida y la actual Juan Domingo Perón se cantó por primera vez, en 1813, el Himno Nacional Argentino en la casa de Mariquita Sánchez de Thompson.

### Apogeo aristocrático
Las elites argentinas comenzaron a dejar sus residencias al sur de Plaza de Mayo debido principalmente a las epidemias, sobre todo a partir de la de fiebre amarilla de 1871. Decidieron entonces mudarse a una zona más alta de la ciudad y escogieron los alrededores de Plaza San Martín.
En 1872 se convirtió en una calle comercial. Se instalaron boticas, mueblerías, joyerías y sombrerías que ofrecían lo último en moda europea.
En la intersección con la avenida Córdoba, entre 1888 y 1894 se construyó un enorme edificio de galerías comerciales para instalar una sucursal de la tienda departamental parisina Au Bon Marché, que aunque no llegó a instalarse fue luego conocida como Galerías Pacífico, que un siglo después sería declarado edificio histórico.
En 1874 en su intersección con la calle Paraguay, se instaló el Jardín Florida, propiedad de Adolfo Bullrich, jefe de una de las familias más ricas de Argentina. Allí se constituyó la Unión Cívica de la Juventud, que fue el antecedente de la Revolución del Parque de 1890. 
A fines del siglo XIX comenzó a circular por ella el tranvía. Por esa época, se construyó el lujoso edificio del Jockey Club, en Florida 559. Esta construcción destacada fue sede de un lugar de reunión típico de la clase alta porteña durante la primera mitad del siglo XX. Pero por esos mismos años, la actividad en la calle Florida comenzaba a cambiar definitivamente hacia el comercio.

### Cambio al comercio

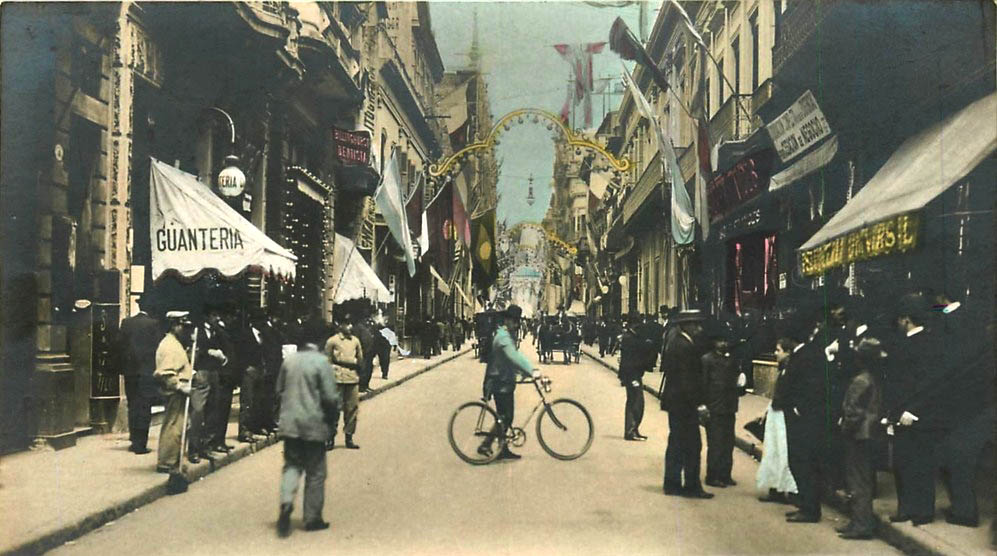
Florida hacia el año 1910, ya definidamente comercial.

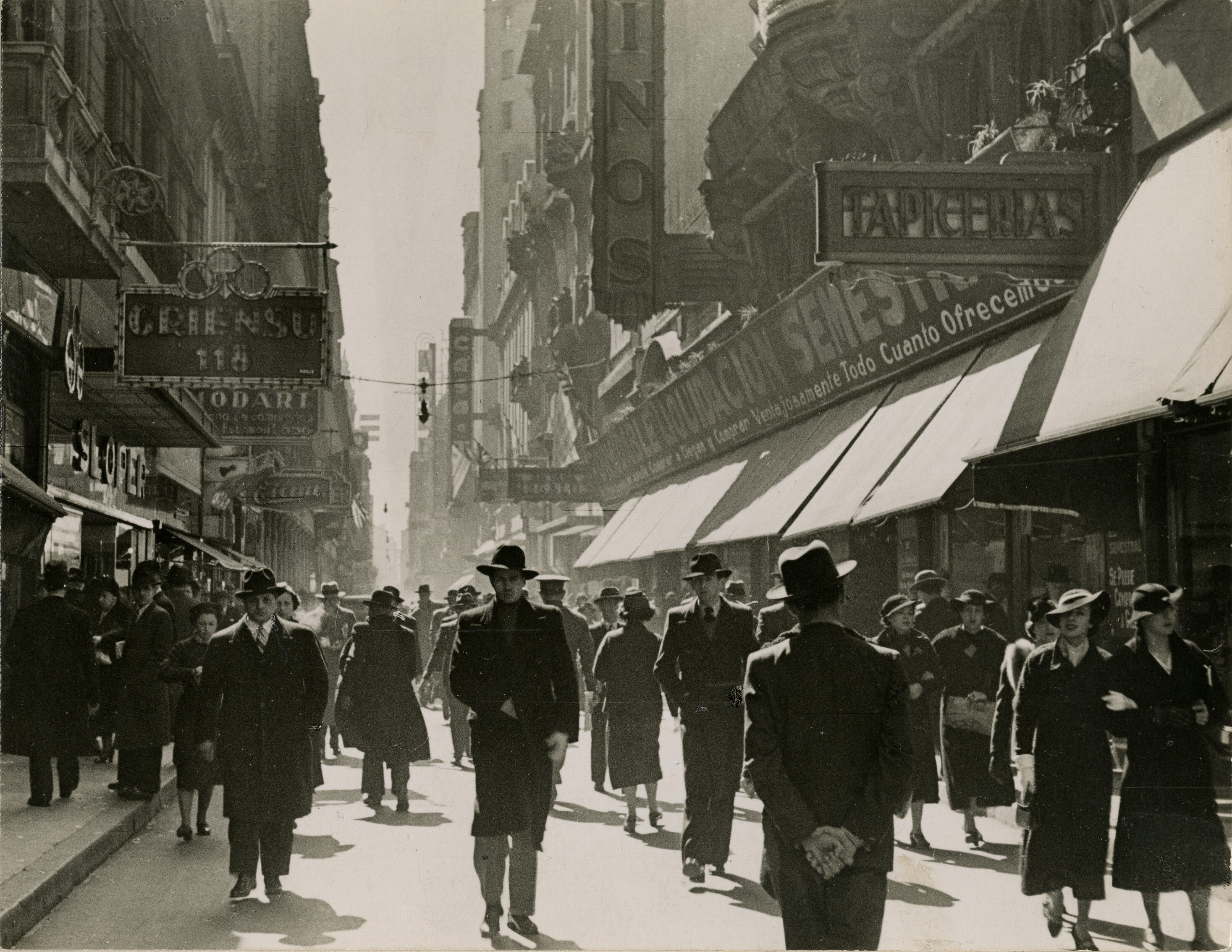
Calle Florida desde la esquina con Bartolomé Mitre en 1936.

En 1910 la arteria era definitivamente comercial, para ese entonces las clases altas se estaban cambiando más al norte todavía, a Recoleta y Palermo. En 1911, a pedido de los comerciantes de la zona, se prohibió el tránsito vehicular entre las 11 y las 21.
Para esa época, la clase alta tradicional comenzaba un nuevo éxodo desde la calle Florida, cada vez más hacia el norte, adonde se podían aislar del movimiento cada vez más intenso del centro de la ciudad, y encontrar terrenos más amplios para construir nuevas casonas de mayor tamaño y lujo. Primero, el traslado se realizó a los alrededores de la Plaza San Martín: allí se construyeron algunas residencias de un tamaño nunca visto: el Palacio Ortiz Basualdo (1904), el Palacio Anchorena (1908) y el Palacio Paz (1912). Pero la migración de la aristocracia de Buenos Aires ya elegía irse aún más lejos del centro, hacia la Avenida Alvear y el Barrio Norte, y luego continuó alejándose desde la actual Avenida del Libertador hacia Palermo.
Así, se confirmaba cada vez más el rol predomiantemente comercial de la calle Florida, aunque quedaran algunas residencias notables como la de la familia Peña, luego cedida a la Sociedad Rural Argentina como sede social. La confitería Richmond, el Jockey Club y la permanencia de algunas familias tradicionales mantuvo ese pasado aristocrático durante algunas décadas, pero para mediados del siglo XX se trataba sobre todo de una imagen en el recuerdo popular, ya que la calle era meramente una arteria comercial y poca gente vivía en ella ya.

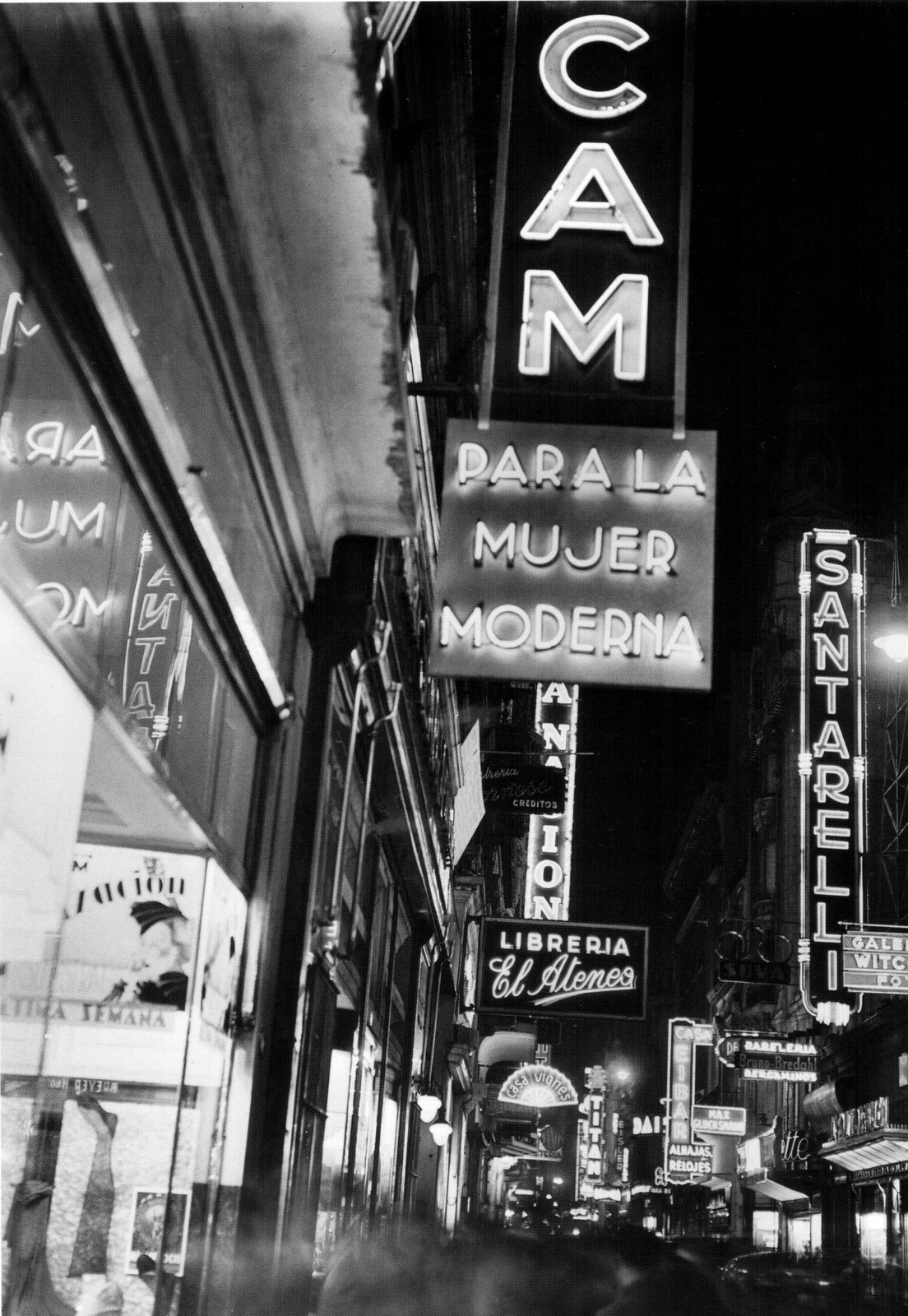
Vista nocturna de Florida al 300, en 1936.

Alrededor del Centenario de la Revolución de Mayo, se construyeron las grandes tiendas de la calle Florida, grandes “palacios” comerciales de un tamaño que la ciudad no había visto hasta ese momento. Si en 1890 el proyecto de la tienda “Au Bon Marché” había quedado paralizado por la crisis de 1890, su edificio inconcluso se había transformado en la “Galería Florida” y en 1908 fue comprado por el Ferrocarril al Pacífico, tomando su actual nombre de Galerías Pacífico. En 1912 se construía en la esquina de Cangallo (hoy llamada Perón) el gran edificio de la tienda Gath y Chaves, seguida dos años después por la instalación de Harrods en Buenos Aires y la Mueblería Thompson a su lado (entre las calles Córdoba y Paraguay, ocupando casi una manzana entera), la primera sucursal de la tienda inglesa que se inauguraba fuera del Reino Unido; y en 1915 se abría al público la Galería Güemes, no solo muestra de un lujo desconocido para Buenos Aires, sino de la capacidad de construcción que comenzaba a existir, ya que además del pasaje comercial la Güemes tenía un edificio que alcanzaba los 80 metros de altura. El éxito de Gath y Chaves fue tal que para 1925 ya tuvo que construir un edificio anexo, cruzando la calle Cangallo y de igual tamaño que el original. Los años locos de esa década le dieron un apogeo al comercio de categoría en la calle Florida.

### Alfombrada
En 1970, la empresa Meller, para publicitar su producto, la alfombra "Tapizmel", cubrió durante 40 días parte de su trayecto. Pese a haber sido transitada en ese período por millones de peatones y por vehículos de toda clase, se certificó por escribano público que el producto logró conservar su color y textura originales.

### Peatonalización definitiva

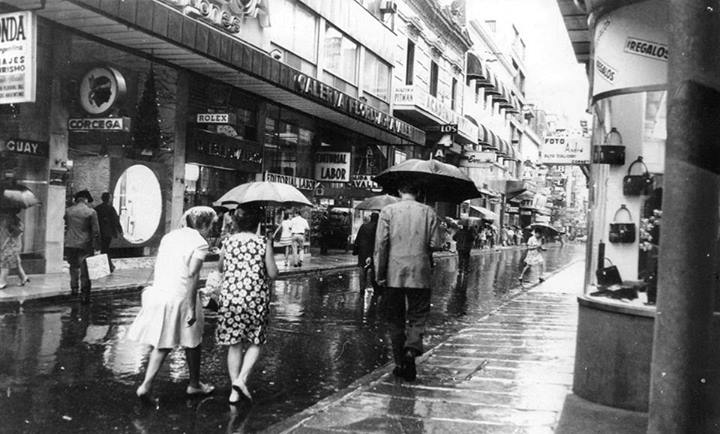
En 1969, la calle aún no era peatonal, pero ya se prohibía el paso de vehículos. (Foto: AGN)

Ya transformada en una calle netamente comercial, con numerosas galerías y varias casas bancarias en su recorrido, Florida se convirtió definitivamente en vía peatonal en todo su recorrido el 1 de julio de 1971, siendo intendente Saturnino Montero Ruiz. La calzada fue nivelada con las veredas, y se concretó el ensanche de su primera cuadra, entre la calle Rivadavia y Diagonal Norte, donde se instalaron canteros (hoy inexistentes) y el primer puesto callejero de información turística de la Municipalidad, aún allí. Durante las obras en este tramo, luego de levantar el asfalto, se descubrió el trozo del viejo empedrado virreinal realizado a finales del siglo XVIII, que permanece en la actualidad junto a una placa conmemorativa.
Las obras que transformaron a Florida duraron casi 5 meses. Grandes topadoras barrieron sus calzadas para convertirla en una gran vereda, donde estaban prohibidos los lustrabotas, las colectas y la venta de cigarrillos y golosinas. En cambio, se permitían los puestos de flores y los cafés "al paso".
Para fines de la década de 1990, la peatonal comenzó a transformarse en un reflejo de la situación en la Argentina: a partir de 1995 el desempleo subió permanentemente, y la marginalidad se estableció de igual manera en las ciudades. Para 1999, el diario La Nación indicaba que “Ya casi no quedan negocios tradicionales”, mientras “Veredas rotas, zanjas a cielo abierto y la proliferación de mendigos y vendedores ilegales afean el tradicional paseo.” y comerciantes de la calle declaraban cosas como: “Ha cambiado totalmente, todo es diferente, también la gente. No hay limpieza, es un desorden. Hay pocos turistas, inseguridad.” En un artículo posterior, el mismo diario se quejaba porque el paseo “fue copado por artistas, mendigos, vendedores y falsos refugiados” y “Los delincuentes que rondan la zona obligan a los dueños de los negocios a bajar las persianas de sus locales cada vez más temprano.”

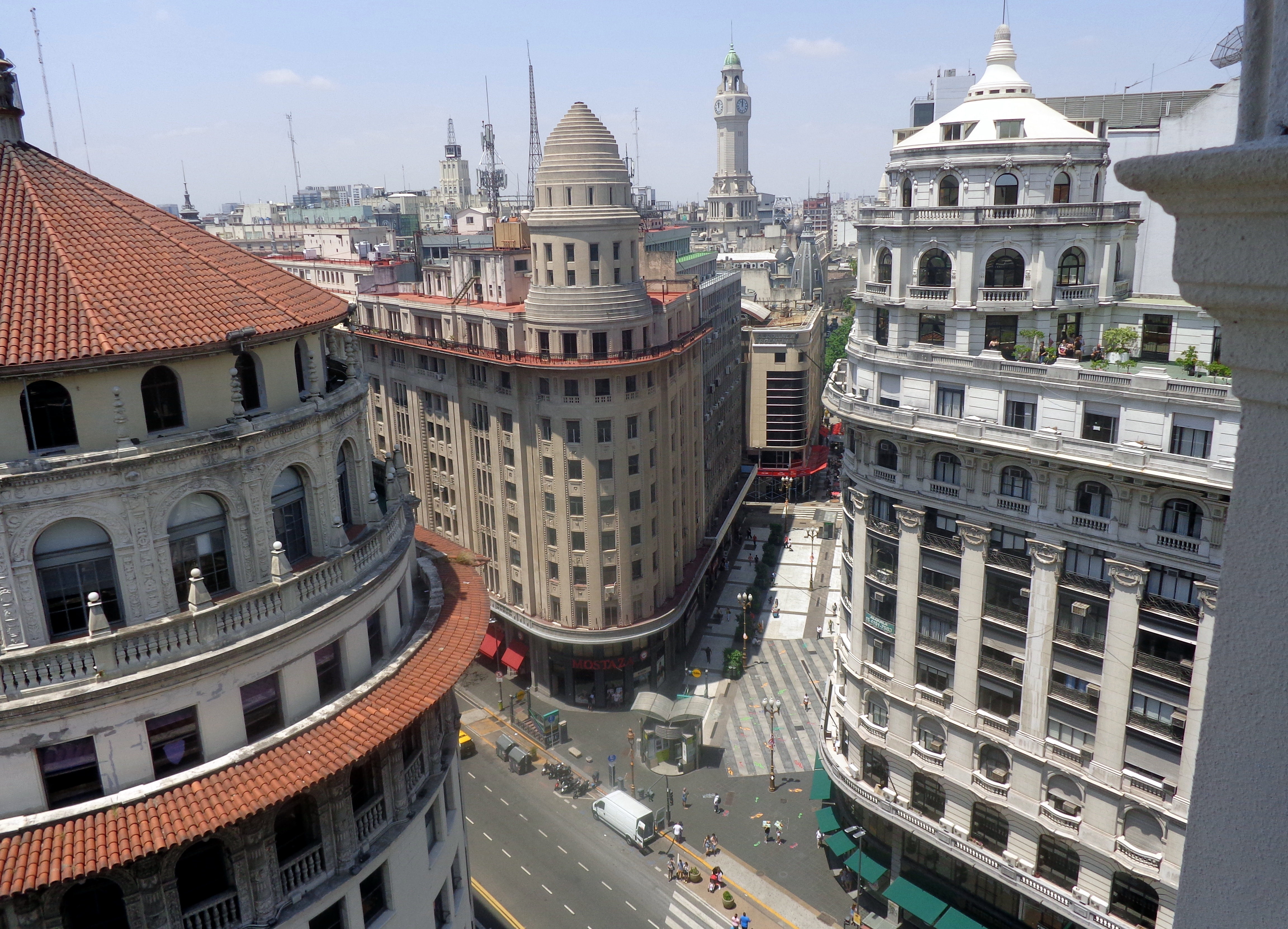
Peatonal Florida, en su intersección con la Diagonal Roque Sáenz Peña.

La calle no vivió mayores cambios hasta 1999, cuando luego de varios años de abandono, fue totalmente remodelada con un diseño de baldosas de granito blanco con cuadrados grises y centro negro, maceteros, y señalética y farolas nuevas. Además, las empresas de servicios -de agua, luz, gas y teléfono- colocaron sus cables y cañerías por un nuevo conducto, debajo de la calle. Al poco tiempo, la remodelación mostraba varios defectos en su construcción: las rejillas estaban levantadas y se dijo que había más de 4.000 baldosas flojas por su mala colocación. A pesar de las obras, en 2004 y en 2007 se repetían los reclamos de comerciantes y peatones por el mismo problema, que debió ser solucionado por el Gobierno de la Ciudad.
A pesar de esa obra que costó más de un millón de pesos convertibles, hacia el año 2000 la peatonal seguía su marcado declive acompañando al país. Entrada la crisis del 2001 muchas de sus tiendas cerraron. Los diarios relataban sobre la vereda “poblada de menores de edad que mendigan tirados en la calle, en la puerta de los negocios, en los patios de comida y en las entradas de los subtes.” Al mismo tiempo, la crisis ayudó a instalarse y a fijarse a cada vez más numerosos vendedores ilegales callejeros, que aumentaron a medida que los locales comerciales quedaban vacíos por la quiebra generalizada.

### Década del 2000

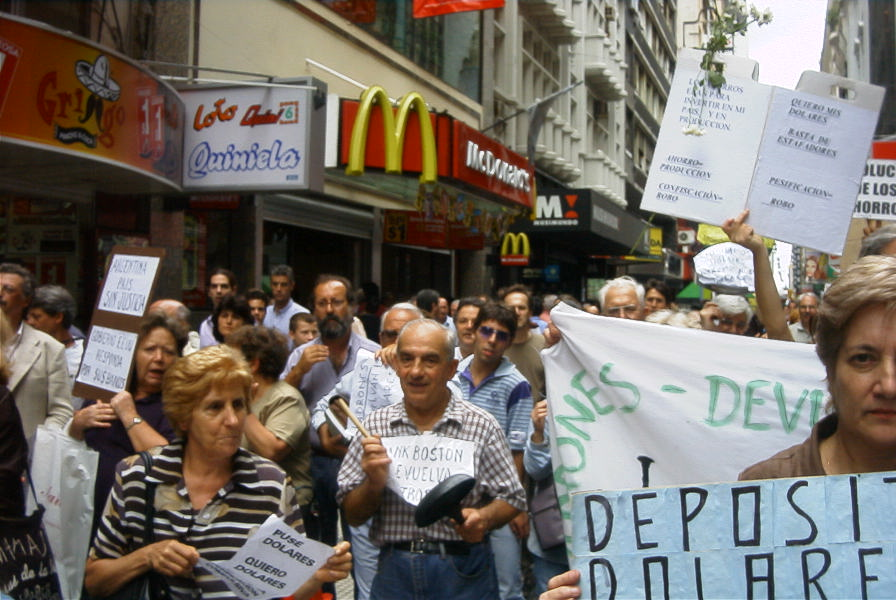
Durante las manifestaciones contra el Corralito bancario, la calle Florida fue escenario recurrente.

Cuando finalizó la crisis, a partir del año 2003, comenzó su recuperación, sobre todo gracias al auge del turismo extranjero y a la reactivación paulatina del comercio en el país. Para mediados de 2005, la arteria se encontraba en franco crecimiento, recuperando numerosas tiendas y marcas que habían abandonado los negocios con la crisis. La tasa de ocupación comercial en la calle Florida era del 96,7 por ciento, casi no había locales disponibles. La alta renovación de inquilinos se explicaba a partir de la fuerte suba que registraron los precios de los alquileres y que terminó expulsando a las casas más chicas, que no pudieron afrontar una renovación de los contratos de localización. El tramo más cotizado era entre la avenida Córdoba y la plaza San Martín, donde las cifras llegaban a superar los 100 dólares por metro cuadrado.
A fines de ese año abrió una sucursal de la tienda chilena Falabella, dándole impulso a la peatonal. En 2006 la misma firma abrió otra sucursal, en el mismo edificio donde se encontraba la otrora famosa “Gath & Chaves”. El edificio de Harrods tuvo planes de recuperación, luego de un fallido intento en 2004 y otro hacia 2006, por el momento sólo se ha utilizado la planta baja para realizar algunos eventos del Gobierno de la Ciudad y diversos privados.
Según el diario Clarín, en enero de 2007, el 98% de los locales comerciales estaban abiertos y en actividad. Para ese momento, era la calle más cara del país para alquilar un local. Según Colliers, sus valores por metro cuadrado pasaron de los 65 dólares en 2005 a los 71 dólares en el segundo semestre de 2006.
A partir de 2004 la arteria seguía siendo el lugar con “los locales más buscados y más caros” de Buenos Aires aunque se produjo el comienzo del retiro de comercios pequeños porque muchos comerciantes se fueron a raíz de la suba del precio de los alquileres. Se instalaron nuevos locales de ropa de primer nivel y galerías de arte. Ni siquiera el estallido de la crisis de 2008 a nivel mundial tuvo impacto sobre el nivel de ocupación de los locales comerciales en calle Florida,
A pesar de los intentos del Jefe de Gobierno Aníbal Ibarra por desplazar a los manteros, cada desalojo fue evadido, aparecieron bandas de niños callejeros para asaltar junto con los punguistas o arrebatadores callejeros lo que produjo roces con los dueños de locales comerciales.
En el período 2008-2012, los reclamos de los comerciantes presentaron recursos de amparo frente a la Justicia, y más tarde presentaron una carta documento al Jefe de Gobierno Mauricio Macri, cortando la Avenida Corrientes como protesta pública. y más tarde se manifestaron con el apoyo de partidos políticos de izquierda por las trabas que les impusieron la policía y oficiales del Gobierno de la Ciudad para instalarse sobre la calle. El Gobierno intentó limitar su horario de trabajo a partir de las 18 solamente, pero rápidamente los manteros rompieron la regla y volvieron a instalarse desde las primeras horas de la mañana.

### Actualidad
En 2012 se llevó a cabo una remodelación de 11 millones de pesos, la más importante realizada desde 1999, se creó un sistema bajo tierra para pasar los cables y evitar roturas (aunque ya se había realizado uno en 1999), colocación de canteros, el cambio de baldosas por hormigón armado, el cambio de faroles por nuevos focos con tecnología led cuya primera etapa fue desde la Avenida Córdoba a la Plaza San Martín y desde la calle Mitre hacia Rivadavia.
Para enero de 2013, el alquiler por metro cuadrado cotizaba a US$ 85,3 el metro cuadrado.
Para enero de 2012, el Gobierno de la Ciudad desalojo definitivamente a los vendedores callejeros y manteros, mediante la acción de la Policía Metropolitana.
En 2014 como parte del Plan Microcentro, se renovaron las fachadas y colocaron luminarias en Gath & Chaves, la Residencia Peña, la confitería Richmond y el edificio Thompson, junto con otros 24 los inmuebles restaurados. Además se retiraron todas las marquesinas para quitar la contaminación visual y cualquier otro elemento que modificara el diseño original y se trabajó en la reconstrucción de la planta baja de cada edificio para restituir la tradicional arquitectura.
Para mediados de 2017, las seis cuadras que van desde calle Sarmiento a Plaza San Martín tenías unos 25 locales cerrados desde 2016. La calle lucía vidrieras tapiadas y carteles de liquidación, además de locales vacíos. Al mismo tiempo la gente dejó de entrar a las galerías por la competencia con los shoppings y la presencia de los arbolitos. En 2018 de acuerdo a un relevamiento  privado la calle llegó a un récord de locales cerrados, con un total de 272 negocios desocupados sobre 1.286. Representan el 21%, cuando la media histórica no superaba el 10% debido a la caída del consumo y mayores costos.Al mismo tiempo se denunció que la calle Florida sufre la falta de mantenimiento. Cuando llueve, los baches se convierten en grandes charcos con fondo de barro a lo que se les suman papeles en el piso y chicles pegados.
En noviembre del 2020, debido a la pandemia y cuarentena causadas por el Covid-19, las galerías comerciales de la calle Florida contaban con 350 locales cerrados, y se les sumaron otros 84 comercios sobre la peatonal que cerraron sus puertas. Aquellos negocios que se mantuvieron durante este período debieron adaptarse a la situación, mediante la venta online o proporcionar nuevos productos. 
El comité de crisis de Fecoba -la Confederación de Comercio e Industria de la Ciudad- informó que las ventas de octubre representan el 35% de lo que se vendió en octubre de 2019. 
El movimiento es mínimo en calle Florida. Una visión común en la peatonal es la frase "local cerrado". Muchas empresas luchan por cubrir los costos fijos cuando sus ingresos son bajos. La ciudad está plagada de historias de comerciantes desesperados. Estiman que cerraron unos 27 mil comercios en la Ciudad, con base en datos de la Federación de Comercio de Buenos Aires (Fecoba). 
Para julio de 2023, la situación estaba cambiando, con el retorno a oficinas, la reactivación del turismo y la apertura de nuevos comercios gastronómicos, siendo muchos de los locales cerrados en cuarentena lugares de comida.  
La reconversión del Microcentro fue importante para la recuperación de la calle Florida; como el edificio Tornquist, al que se le dará nuevo uso como viviendas de lujo, o el Edificio Maple, el cual fue comprado por la Universidad del CEMA y será utilizado como el nuevo Campus de la misma.

## Galerías comerciales
La Calle Florida se caracteriza por la presencia de muchas galerías, entre ellas se destacan:
- la Galería Güemes, primer "rascacielos" comercial de Buenos Aires, inaugurado en 1915.[47]
- la Galería Jardín, que se caracteriza por contar con muchos locales de venta de insumos informáticos.
- las Galerías Pacífico, galería inaugurada en 1890, restaurada y transformada en un centro comercial en 1990, con gran concurrencia de turistas.
- la Galería Boston, llamativa por estar totalmente recorrida por un mural en altorrelieve obra del artista Carybé y realizado en 1962.[48]

## Recorrido

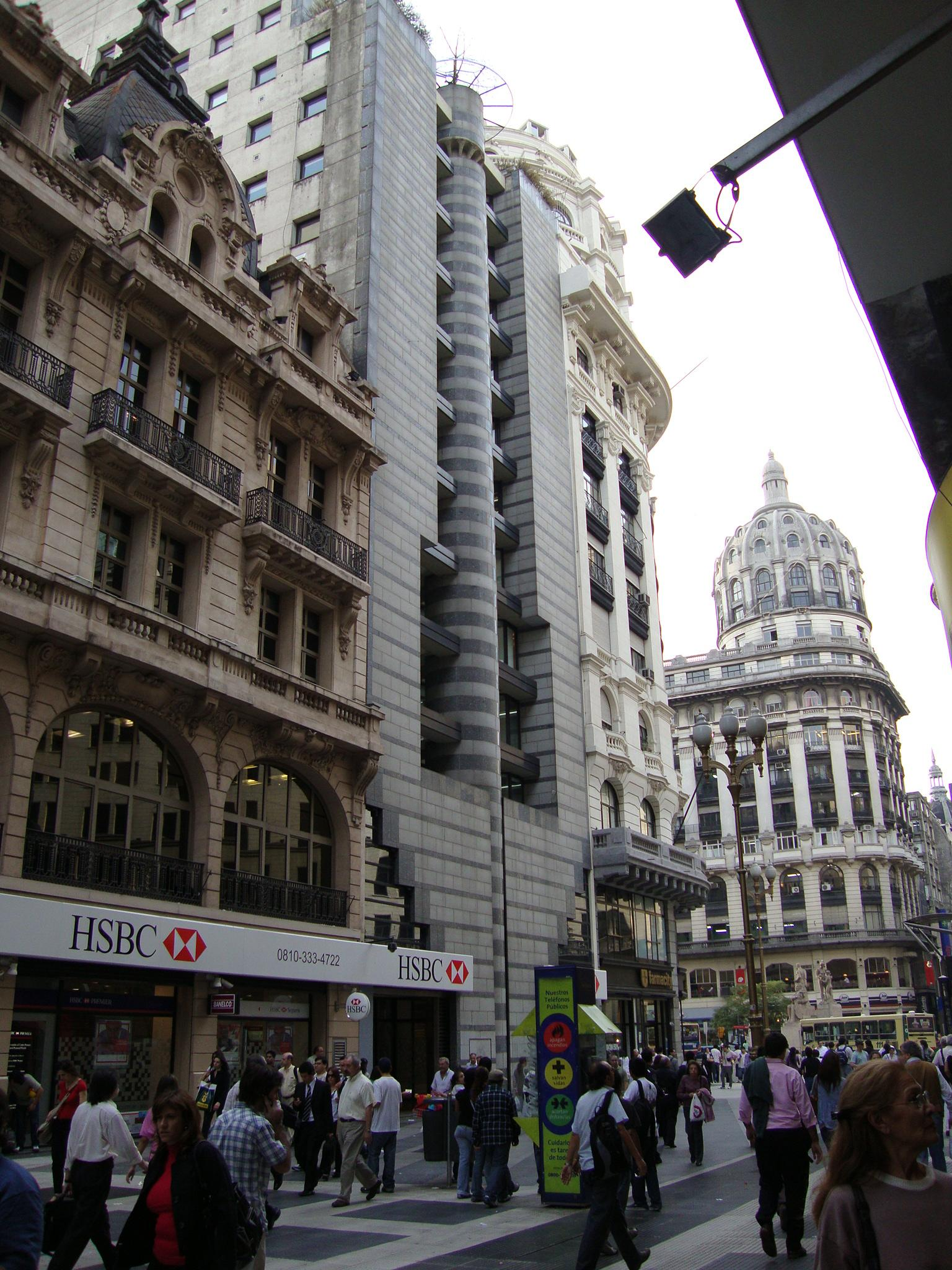
Florida y Diagonal Norte: edificio Florida 40 y cúpulas del Edificio Bencich.

La calle Florida comienza en la calle Rivadavia, en el tramo en que aquella es angosta, ya que a partir de la calle Presidente Luis Sáenz Peña se ensancha y es una avenida. En su primera cuadra, la línea de frentes ha sido corrida por ordenanza municipal, y por lo tanto es de mayor ancho que en el resto de su recorrido. Allí se encuentran el llamado Palacio de las Sociedades Anónimas (Galería Florida 1), la antigua Casa Mappin & Webb (hoy sucursal del HSBC) y el edificio Florida 40 (ex casa central de la Banca Nazionale del Lavoro en Buenos Aires, hoy sede de HSBC).
La primera avenida que cruza la calle Florida es la Diagonal Norte (Presidente Roque Sáenz Peña), construida entre 1913 y 1943. Esta es una de las intersecciones más conocidas y fotografiadas de la ciudad, ya que en cada esquina hay un edificio con una cúpula destacada. Dos de ellos son obra del arquitecto Eduardo Le Monnier: el Edificio Bencich y el Edificio Miguel Bencich, ambos construidos por la empresa Bencich Hermanos. Los otros son la antigua casa central del First National Bank of Boston (hoy sede del Standard Bank); y el edificio de la compañía de seguros La Equitativa del Plata, del arquitecto Alejandro Virasoro. En una plazoleta triangular entre los cruces con la Diagonal Norte y la calle Bartolomé Mitre, está el monumento al presidente Roque Sáenz Peña.
En la cuadra del 100 hay dos importantes galerías comerciales. En el n.º 142, el acceso a las Galerías Boston. En el n.º 165, la entrada a la Galería General Güemes, proyectada por el arquitecto Francesco Gianotti e inaugurada en 1914, siendo en ese momento uno de los edificios más altos de Buenos Aires, con un faro en su azotea. La galería, de estilo art nouveau, sufrió un incendio en 1971, y el frente a la calle Florida fue reconstruido en estilo moderno, con una fachada vidriada.

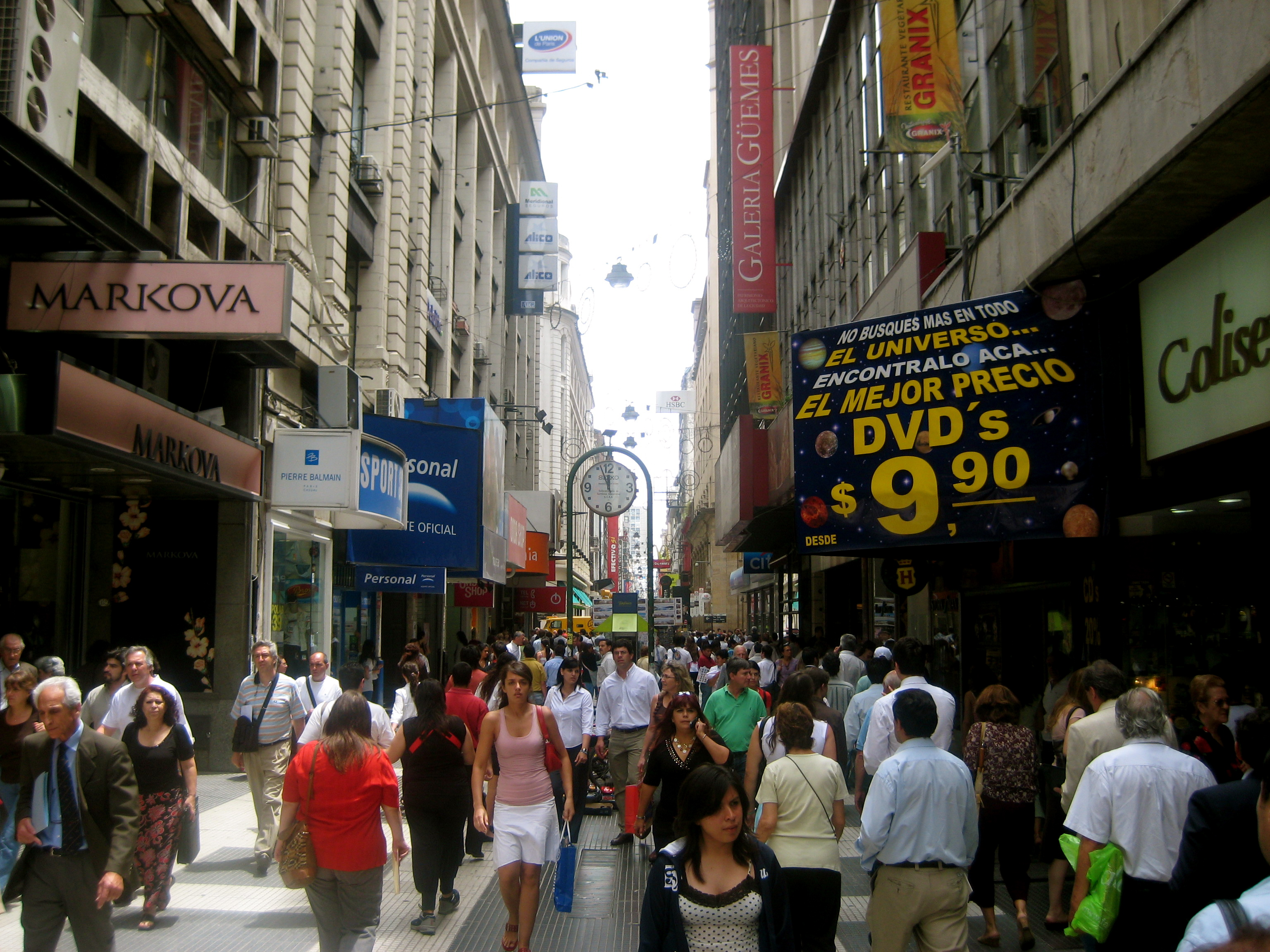
Florida al 100 en horario pico, año 2007.

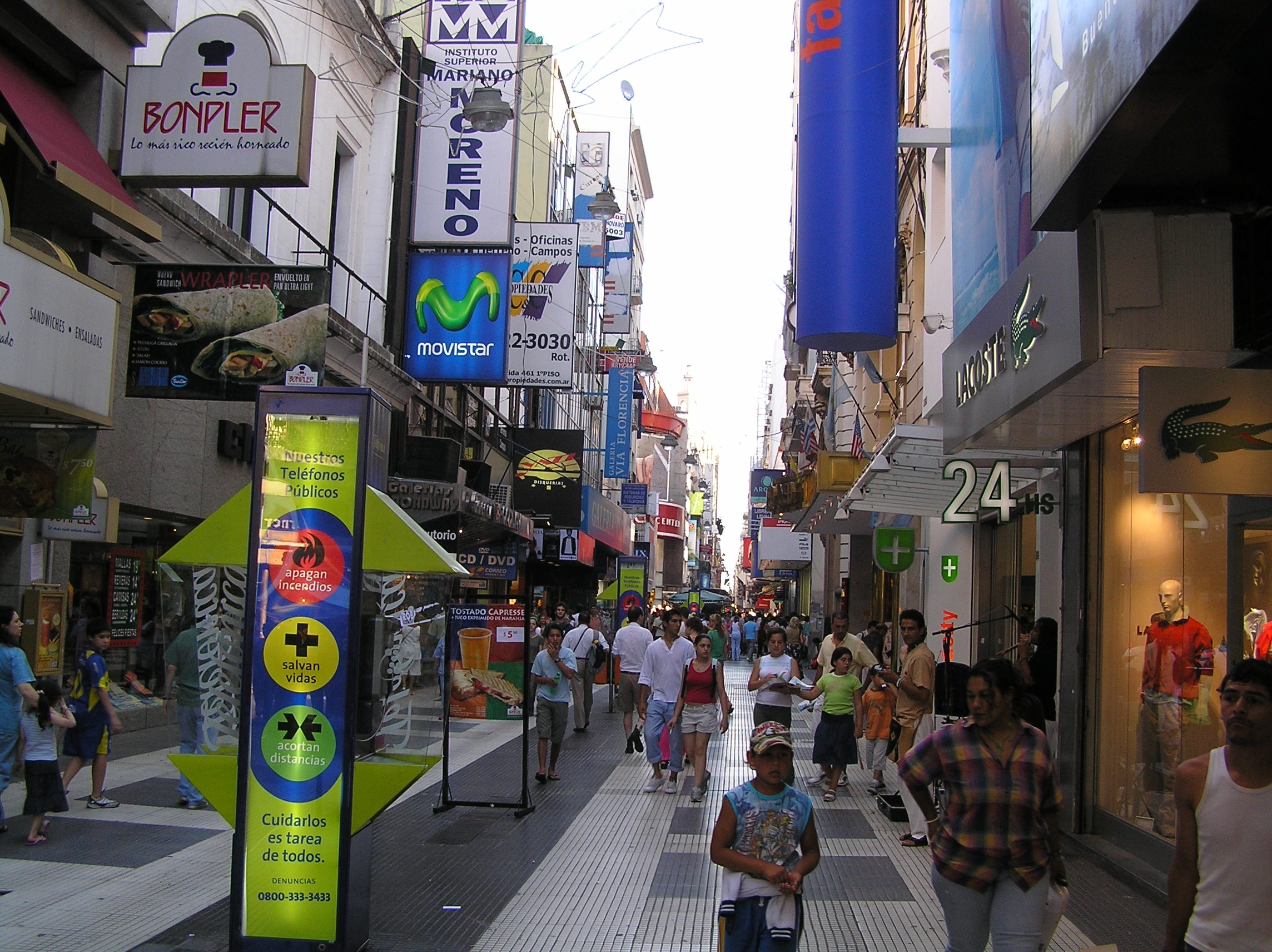
Vista de la Florida al 400, en 2006.

En el cruce con la calle Tte. Gral. Juan D. Perón hay un conjunto de grandes edificios. Dos de ellos pertenecieron a la tienda Gath y Chaves: su casa central, y un anexo conectado bajo tierra por un túnel. Gath y Chaves cerró en 1974 y ambos edificios fueron ocupados por bancos. En 2006 el ex-anexo de la antigua tienda fue remodelado para alojar una sucursal de Falabella, mientras la ex-casa central es ocupada por el Banco Meridian. El edificio en la tercera esquina fue construido para el Banco Popular Argentino, proyectado por los hermanos Carlos y Antonio Vilar, y hoy aloja oficinas de HSBC; y en la cuarta esquina está su anexo, conectado por un pasillo bajo tierra, obra del arquitecto Mario Roberto Álvarez de estilo moderno.
En la cuadra del 200, se destaca un edificio de oficinas de estilo art déco (n.º 259), obra del arquitecto Jorge Kálnay, con rostros masculinos y femeninos enfrentados en sus balcones, que antiguamente alojaba al Gran Cine Florida. En el cruce con la calle Sarmiento se encuentra la casa central del Banco de la Ciudad de Buenos Aires, antiguo edificio de la tienda “A la Ciudad de México”, refuncionalizado en 1968 por los arquitectos Flora Manteola,  Petchersky, Sánchez Gómez, Santos, Solsona y Viñoly, caracterizado por el uso extensivo del ladrillo de vidrio en interiores y fachada. En la esquina diagonal al Banco Ciudad hay un edificio de estilo francés con cúpula que también perteneció a la tienda “A la Ciudad de México”. También está allí una sucursal de la tienda de electrodomésticos Rodó, desde 2005 en el edificio construido para la farmacia La Franco Inglesa en 1925.
En el n.º 340 está la antigua óptica Lutz Ferrando, cuyo local aloja desde hace décadas a la librería El Ateneo. En el n.º 343, el antiguo edificio del diario La Nación, actualmente Galería Mitre, parte de una sucursal de Falabella. En la esquina del cruce con la Avenida Corrientes la antigua residencia de la familia Elortondo Alvear (año 1880), de estilo neogótico, fue transformada en los años 90 en una sucursal de Burger King.
La residencia de Julio Peña (año 1917), hoy sede de la Sociedad Rural Argentina, en el n.º 460, es una de las pocas residencias particulares que sobreviven de la época en que Florida era una arteria aristocrática. Al lado, en el n.º 468, está la confitería Richmond, clásico reducto de las clases altas que sobrevive de comienzos del siglo XX.
Al llegar a la calle Lavalle, se da el cruce entre las dos principales peatonales comerciales de Buenos Aires, donde todos los días se realizan diversos espectáculos a cargo de artistas callejeros, en medio de grandes columnas de peatones que circulan por ambas arterias céntricas.
En la cuadra del 500 está la gran Galería Jardín, un complejo que incluye varios niveles de locales comerciales, un basamento destinado a oficinas, y dos torres de gran altura, una de departamentos y otra de oficinas. Se construyó en 1972, en el terreno antes ocupado por la sede del Jockey Club, y es obra del estudio Mario Roberto Álvarez y Asociados.

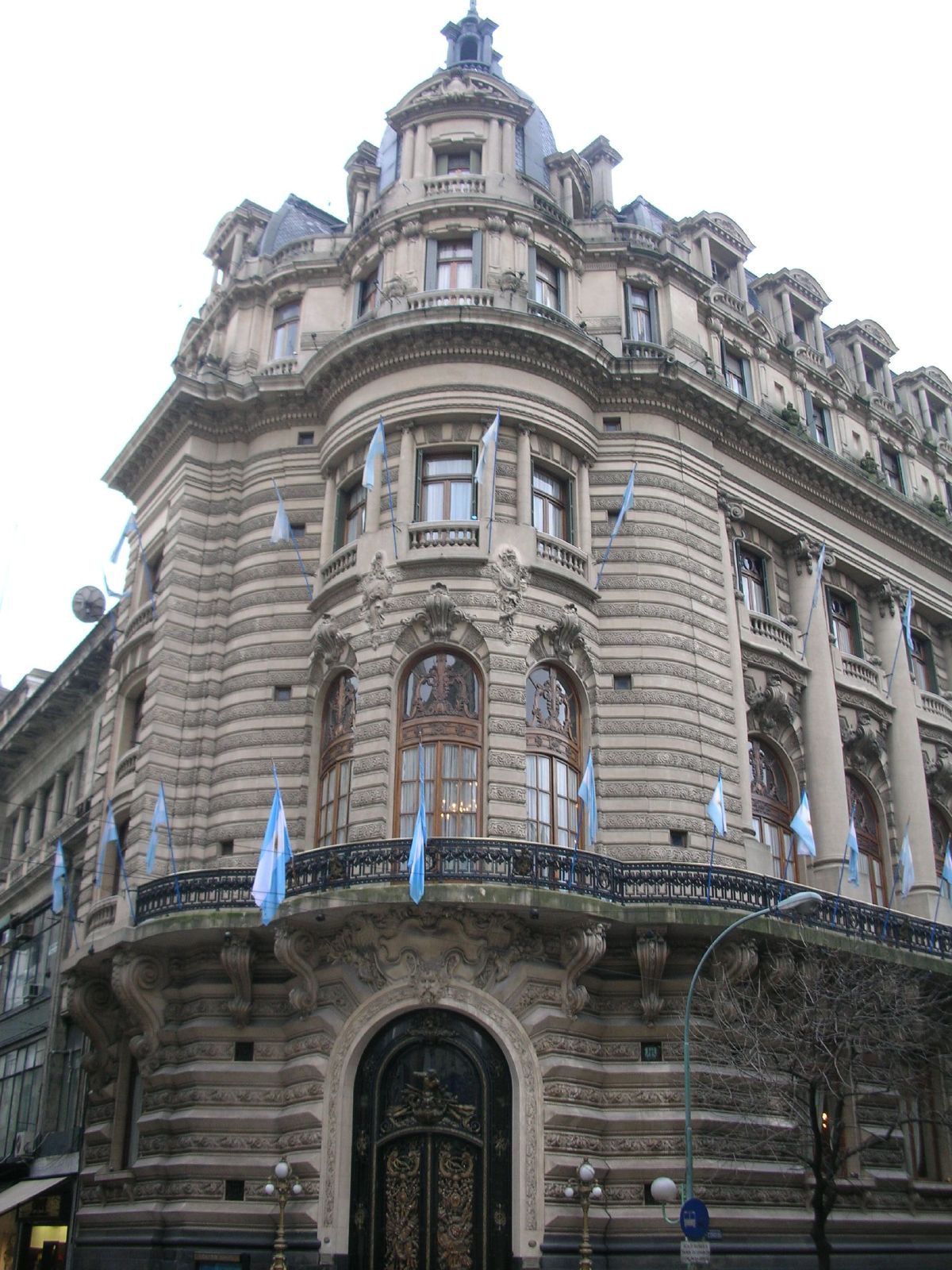
Avenida Córdoba y Florida: el Centro Naval.

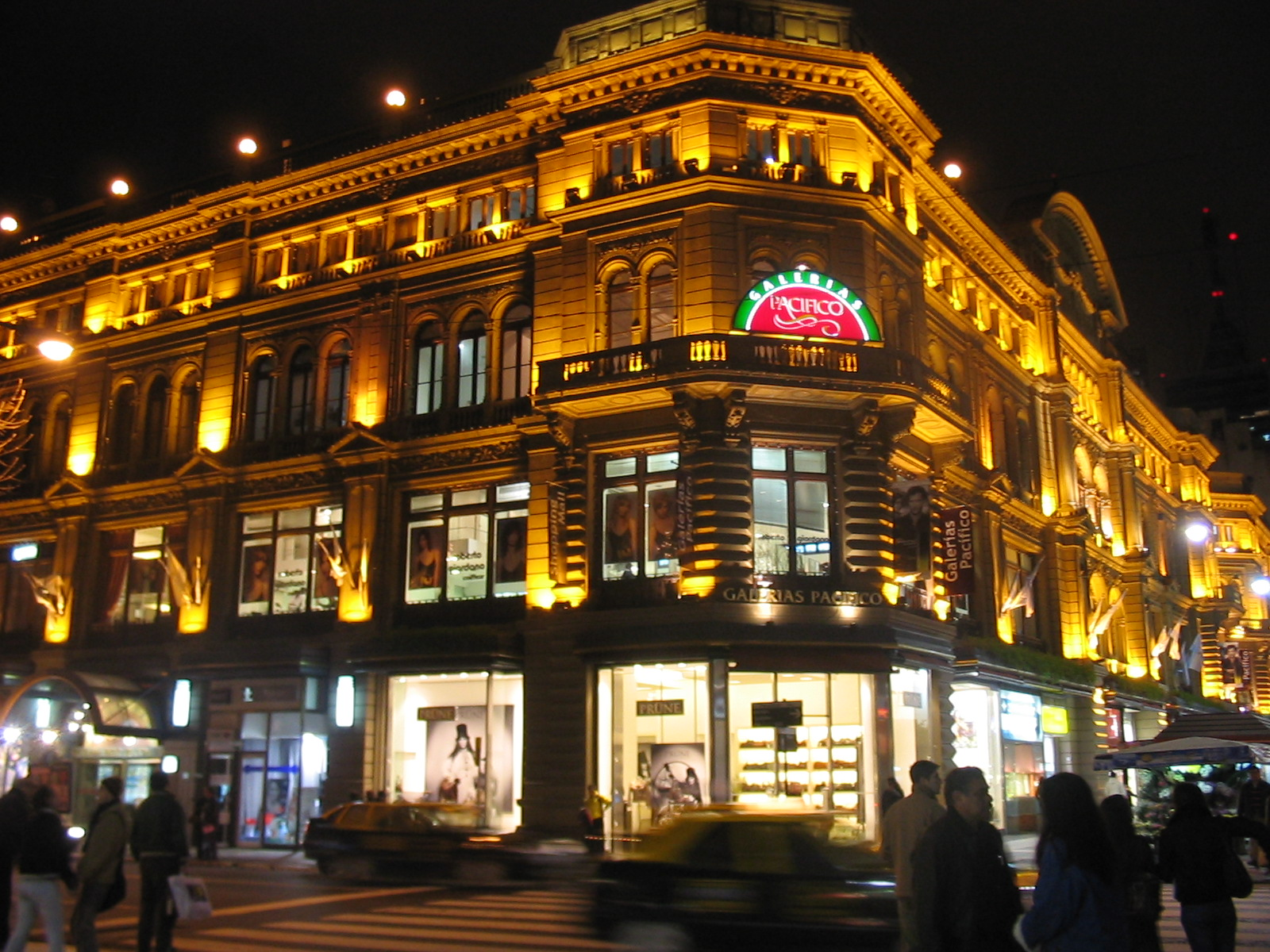
Galerías Pacífico, ubicada sobre la Calle Florida entre Córdoba y Viamonte

La cuadra del 700 es dominada por el monumental edificio de las Galerías Pacífico, construido en 1886 para alojar a las tiendas Au Bon Marché, luego sede del Museo Nacional de Bellas Artes, luego del Ferrocarril Buenos Aires al Pacífico, y luego de Ferrocarriles Argentinos. En el cruce con la Avenida Córdoba está el fastuoso edificio del Centro Naval, inaugurado en 1914 y obra de los arquitectos Mallet y Dunant.

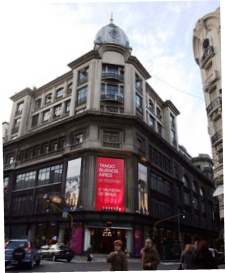
Antigua Harrods Buenos Aires, inaugurada en 1914 y cerrada desde 1997.

La siguiente cuadra es protagonizada por el edificio de la tienda Harrods, que abrió en Buenos Aires su primera sucursal fuera del Reino Unido, en 1914. Está cerrada desde el año 1998, aunque el Gobierno de la Ciudad de Buenos Aires ha intentado en diversas oportunidades transformarla en un centro cultural, siendo reabierta temporalmente para distintas jornadas artísticas. En la sede de la antigua mueblería Thompson funciona actualmente la Galería Buenos Aires, que tiene una salida por la Avenida Córdoba. De la vereda opuesta, hay un conjunto de torres residenciales y de oficinas, construidas durante los años 1960 y 70: la Torre Maure (Galería del Sol, en la planta baja), la torre Florida 868 y la Torre Florida 890, construida para Air France en 1964, con la Galería Florida en la planta baja.
En el n.º 943, última cuadra de la calle Florida antes de bordear la Plaza San Martín, está la sede del Centro Cultural de España en Buenos Aires (CCEBA), en el subsuelo de un edificio comercial. En el cruce con la calle Marcelo T. de Alvear hay una rotonda y una pequeña plazoleta con un monumento en homenaje al escritor Esteban Echeverría, donde antiguamente estuvo un monumento al soldado Falucho. Un edificio residencial, obra del arquitecto Alejandro Bustillo, ocupa el terreno que anteriormente era la residencia de Sánchez Elía, incendiada en 1912. Otro edificio moderno está donde a comienzos del siglo XX el empresario Ernesto Tornquist construyó su residencia particular. En 1909, Tornquist inauguró, cruzando la calle Charcas (hoy Marcelo T. de Alvear), el Plaza Hotel, considerado por algunos historiadores como el primer rascacielos porteño, y primer hotel de gran tamaño y categoría en Buenos Aires.
Allí, la calle Florida se curva hacia el nordeste y bordea la Plaza San Martín. Cruzando el pasaje Corina Kavanagh se encuentra el imponente Edificio Kavanagh, proyectado por los ingenieros Sánchez, Lagos y de la Torre, terminado en 1936 y con 120 metros de altura, siendo el más alto de Sudamérica en ese momento.
La calle Florida se une entonces con la calle San Martín, y toma el nombre de esta última.